# Spektroskopia świetlna
Spektroskopia świetlna – zespół technik spektroskopowych, w których wykorzystuje się promieniowanie elektromagnetyczne w zakresie uznawanym za światło, czyli od głębokiego ultrafioletu po daleką podczerwień.
W typowych pomiarach spektroskopii świetlnej pomiar polega na przepuszczeniu lub odbiciu światła o określonym zakresie długości przez próbkę rejestracja powstałego w ten sposób widma poprzez porównanie wyjściowej wiązki światła z wiązką pierwotną.
Istnieją jednak także bardziej złożone techniki spektroskopii świetlnej, takie jak pomiary dichroizmu kołowego, spektroskopia Ramana, laserowa spektroskopia rozproszeniowa, spektrofotometria i wiele innych.

## Ogólne odmiany tradycyjnej spektroskopii świetlnej
W zależności od zakresu długości stosowanej fali elektromagnetycznej rozróżnia się:
- Spektroskopię IR – w której stosuje się światło podczerwone. Przechodząc przez próbkę badanej substancji promieniowanie to jest selektywnie pochłaniane na skutek wzbudzania drgań wiązań chemicznych. Dzięki temu w widmie występuje szereg ostrych sygnałów odpowiadających drganiom określonych fragmentów cząsteczki.
- Spektroskopię UV-VIS – w której stosuje się światło z zakresu widzialnego oraz ultrafioletowego. Promieniowanie w tym zakresie jest absorbowane na skutek przejść elektronowych w cząsteczkach.

W zależności od tego czy światło przechodzi przez próbkę czy też się od niej odbija rozróżnia się:
- spektroskopię absorpcyjną – w której widmo powstaje na skutek przejścia wiązki światła przez próbkę, na skutek czego część tego światła jest pochłaniania, a część wydostaje się z próbki;
- spektroskopię odbiciową – w której światło nie przechodzi przez próbkę, która jest całkowicie lub częściowo nieprzeźroczysta, lecz odbija się od jej powierzchni. Kąt odbicia zależy od struktury chemicznej próbki i długości padającego światła. Dzięki temu można ustalać przy pomocy tej metody skład chemiczny samej powierzchni próbki.

## Spektroskopia Ramana
Spektroskopia Ramana to technika polegająca na pomiarze promieniowania rozproszenia Ramana, tj. nieelastycznego rozpraszania fotonów.
Spektroskopia ramanowska wzajemnie uzupełnia się ze spektroskopią w podczerwieni. Istnieje tak zwane spektroskopowe kryterium polarności wiązania.

## Laserowa spektroskopia rozproszeniowa
Szczególnym przypadkiem spektroskopii świetlnej jest laserowa spektroskopia rozproszeniowa – polegająca na przepuszczaniu wiązki światła z lasera przez roztwór lub zawiesinę.
Wiązka światła laserowego ulega w zawiesinach rozproszeniu na szereg pojedynczych wiązek, które wychodzą z zawiesiny pod różnymi kątami w stosunku do pierwotnej wiązki. Zależność intensywności wychodzącego światła od kąta jego skręcenia w zawiesinie jest liniowa, a współczynnik nachylenia linii tej zależności jest proporcjonalny do rozmiarów drobin, zgodnie z prawem Zimma. Technika ta pozwala na bardzo dokładny pomiar rozmiarów drobin w zawiesinie, a w przypadku roztworów polimerów ich średniej masy cząsteczkowej.